# 布里奇波特 (华盛顿州)
布里奇波特（英語：Bridgeport）是美国华盛顿州道格拉斯县下属的一座城市。該市是韦纳奇-東韋納奇都會區的一部分。根据2000年美国人口普查，该市有人口2,059人。根据2010年美国人口普查，该市有人口2,409人。而2011年估计该市有2,444人。

## 外部連結
- （英文） 布里奇波特商會
- （英文） 中的“布里奇波特 (华盛顿州)”